# E373

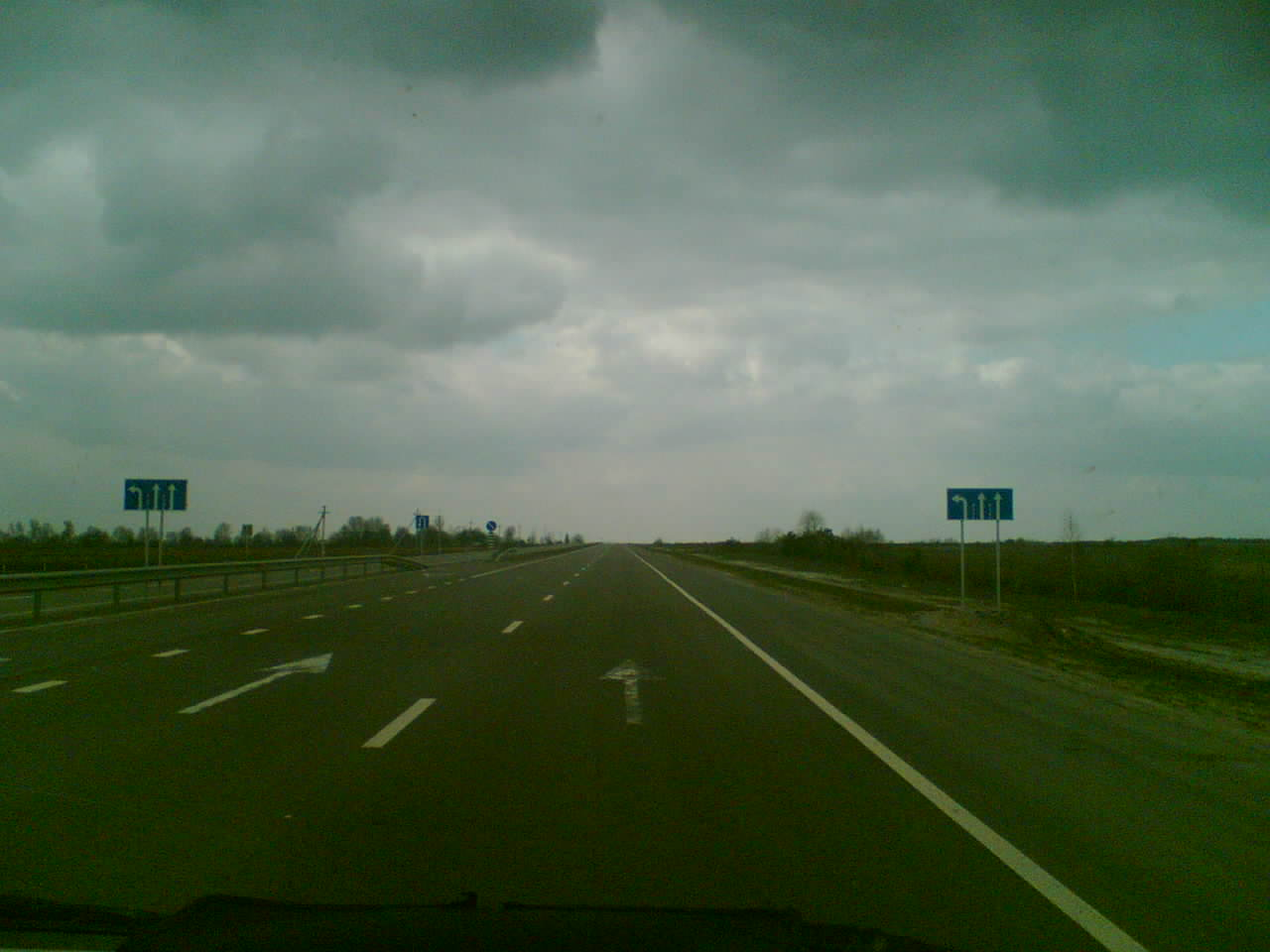
nära Ljuboml

E373 eller Europaväg 373 är en europaväg som går från Lublin i Polen till Kiev i Ukraina. Längd 590 km.

## Sträckning
Lublin - (gräns Polen-Ukraina) - Kovel - Kiev

## Standard
Vägen är landsväg. Gränskontrollen har ofta köer som tar flera timmar att passera.

## Anslutningar
- E372
- E85
- E40